# 봉선동
봉선동(鳳仙洞, Bongseon-dong)은 광주광역시 남구의 법정동이다. 행정동으로 봉선1·2동으로 나누어져 있으며 사람들이 흔히 떠오로는 광주의 강남 광주의 대치동의 이미지는 봉선2동의 아파트 단지다 광주에서 가장 비싸고 부자 동네로 알려져 있다. 광주의 대치동 광주의 강남 광주 사교육의 메카로 불린다.

## 행정동
- 봉선1동
- 봉선2동

## 관내 학교

### 초등학교
- 광주제석초등학교
- 봉선초등학교
- 불로초등학교
- 유안초등학교
- 조봉초등학교

### 중학교
- 동아여자중학교
- 문성중학교 (광주)
- 봉선중학교

### 고등학교
- 동아여자고등학교
- 문성고등학교

## 관공서
- 광주광역시 남구청
- 광주남구종합문화예술회관
- 광주남구문화정보도서관
- 광주남부경찰서
- 국토안전관리원 호남지사
- 방림지구대
- 봉선1동 행정복지센터
- 봉선2동 행정복지센터
- 봉선동 우체국
- 청소년도서관

## 공원

### 봉선1동
- 봉선근린공원
- 봉선어린이공원
- 봉선1어린이공원
- 봉선2어린이공원
- 봉선3어린이공원

### 봉선2동
- 방죽어린이공원
- 봉선2근린공원
- 봉선2지구어린이공원
- 봉선배수지
- 불로어린이공원
- 유안근린공원

## 대형마트
- 이마트 봉선점
- 일렉트로마트 봉선점
- 롯데슈퍼 봉선점

## 인물
- 강운태[1]
- 고재유[2]
- 김가연
- 김민정 (쇼트트랙 선수)
- 문인 (1958년)[3]
- 의진 (여자 가수)
- 이종범
- 정용운[4]
- 정종순[5]
- 홍진영
- 황주홍[6]

## 주거

### 아파트
| 단지명                  | 건설사                  | 시행사                    | 주소                   | 입주        | 비고 |
| ----------------------- | ----------------------- | ------------------------- | ---------------------- | ----------- | ---- |
| 봉선 한국아델리움 1단지 | 한국건설㈜              | 한국건설㈜ ㈜한국종합건설 | 남구 제석로80번안길 11 | 2006년 10월 |      |
| 봉선 한국아델리움 3단지 | 한국건설㈜              | ㈜제이에프케이산업개발    | 남구 제석로80번길 36   | 2014년 11월 |      |
| 봉선 쌍용스윗닷홈       | 쌍용건설                | ㈜동원주택건설            | 남구 봉선중앙로 8      | 2005년 6월  |      |
| 봉선 포스코더샵         | 포스코이앤씨            | ㈜대산주택개발            | 남구 효사랑길 14       | 2004년 12월 |      |
| 금호타운 2단지          | 아시아나항공㈜ 건설부문 | 금호건설                  | 남구 봉선로 134        | 1995년 6월  |      |
| 남양휴튼 봉선 1차       | 남양건설                | ㈜남양주택산업            | 남구 제석로 99         | 2009년 2월  |      |
| 남양휴튼 봉선 2차       | 남양건설                | 대한토지신탁㈜            | 남구 봉선로 115        | 2011년 2월  |      |
| 봉선 제일풍경채         | 제일건설㈜              | 한국자산신탁              | 남구 제석로80번길 5    | 2016년 12월 |      |

## 교통

### 터널
- 봉선동~용산지구 터널
- 용산ic
- 진월-봉선 터널(예정)

### 지하철
- 광주 도시철도 2호선 백운역(예정)
- 광주 도시철도 2호선 양림역(예정)